# Fare Musica
Fare Musica è stata una rivista musicale nata nel 1980 e attiva fino alla fine degli anni '90, che vedeva come direttore responsabile negli ultimi anni Stefano Pistolini. La rivista, che inizialmente aveva come sottotitolo Il mensile di musica, musicisti, strumenti musicali (poi modificato in Musicisti & Strumenti), era pensata in primo luogo per appassionati, dilettanti e professionisti, trattando approfonditamente, fra l'altro, si strumenti musicali di ogni tipo, della produzione musicale e dei suoi aspetti tecnici.

## Storia di Fare Musica
Sul finire degli anni '70 il comparto dell'editoria musicale stava registrando ottimi traguardi di vendite. Fu in questo contesto che l'editore Enzo Perilli, che allora con la Publitarget si occupava della raccolta pubblicitaria per altre riviste specializzate, ebbe l'intuizione di creare una rivista che si rivolgesse contemporaneamente ad un pubblico di ascoltatori amatoriali e a professionisti del settore, con articoli, interviste, prove, esercizi musicali, incentrati su aspetti piuttosto specifici e tecnici, ma trattati con linguaggio comprensibile anche ai non addetti ai lavori. Il primo direttore della rivista mensile fu dalla fondazione Massimo Villa (musicista, conduttore radiofonico), che disegnò il progetto con Stefano Bonagura (conduttore radiofonico e giornalista) e Dario Massari, insieme all'editore. Tra i tanti collaboratori della rivista vi furono nomi come Giancarlo Susanna, Dario Salvatori,  Enrico Cosimi, Vincenzo Ricciuti, Pasquale Minieri, Lele Marchitelli, Franco Fayenz, Franco D'Andrea, Leonardo Rossi, Mario Luzzi, Giandomenico Curi, Federico Guglielmi, Claudio Mapelli, Giuseppe Cesaro, Armando Gallo, Cesare Andrisano, Daniele Contardo, Diego Meozzi, Maurizio Musi.
La rivista fu poi molto attiva nella scoperta e valorizzazione di nuove band italiane, sia producendo musica con un marchio proprio, sia organizzando eventi ed occasioni d'incontro, di cui la più importante fu la manifestazione Indipendenti. Nata nel 1984, la rassegna selezionava tramite giuria un certo numero di artisti ogni anno, procurando loro un circuito di palchi su cui esibirsi e la pubblicazione, in un'apposita raccolta, dei brani vincitori del concorso. Inoltre la prima band classificata si aggiudicava la produzione di un intero album discografico a suo nome. Tra gli artisti (band e solisti) che parteciparono si ricordano Virginiana Miller, Andrea Tich, The Birdmen of Alkatraz, Kim Squad & Dinah Shore Zeekapers, Lonely Boys, Les Antipop, Savage Circle, Squeezers e Go Flamingo!.
Dopo i primi anni di attività, la direzione passò poi ad Enzo Capua, poi ancora a Gabriele Rifilato e infine a Stefano Pistolini (musicista, chitarrista nelle band romane Take Four Doses e Frenetics, già collaboratore della rivista, conduttore e autore radiofonico, giornalista, scrittore, regista), che la diresse  con il coordinamento di Antonio Santirocco sino a quando la rivista chiuse nel 1999, dopo 18 anni di attività. Fare Musica per un'intera generazione di appassionati e musicisti ha costituito uno dei principali punti di riferimento, informazione, divulgazione e formazione,